# Rivière Pierre
Rivière Pierre är ett vattendrag i Kanada.   Det ligger i provinsen Québec, i den sydöstra delen av landet, 260 km norr om huvudstaden Ottawa. Rivière Pierre ligger vid sjöarna  Lac Clair och Lac Long.
I omgivningarna runt Rivière Pierre växer i huvudsak blandskog. Trakten runt Rivière Pierre är nära nog obefolkad, med mindre än två invånare per kvadratkilometer.